# 陆绍中
陆绍中（1932年—），男，江苏太仓人，中国体育学家，曾任国家体育运动委员会体育科学研究所所长、研究员。